# Bahnstrecke Remiremont–Cornimont
| Zug im Endbahnhof Cornimont ca. 1910 |                      |                                       |                                       |
| Streckennummer (SNCF): | 061 000              |                                       |                                       |
| Streckenlänge: | 20,678 km            |                                       |                                       |
| Spurweite: | 1435 mm (Normalspur) |                                       |                                       |
| |                      |                                       |                                       |
| \| \| \| Bahnstrecke Épinal–Bussang von Epinal \| \| \| \| 27,252 \| Remiremont \| 389m \| \| \| 27,805 \| D 417 (ehem. N 417) \| D 417 (ehem. N 417) \| \| \| 28,050 \| Strecke ab hier abgebaut \| Strecke ab hier abgebaut \| \| \| 28,473 \| N 66 \| N 66 \| \| \| 28,637 \| Mosel (27 m) \| Mosel (27 m) \| \| \| 30,246 0,000 \| Bahnstrecke Épinal–Bussang n. Bussang \| Bahnstrecke Épinal–Bussang n. Bussang \| \| \| 0,450 \| Dommartin \| 393m \| \| \| 3,370 \| Syndicat-Saint-Amé \| 398m \| \| \| 6,750 \| Vagney \| 407m \| \| \| 0,450 \| Zainvaillers \| 413m \| \| \| 11,380 \| Thiéfosse \| 433m \| \| \| 16,000 \| Saulxures-sur-Moselotte \| 462m \| \| \| 20,678 \| Cornimont \| 506m \| |                      |                                       |                                       |
| |                      | Bahnstrecke Épinal–Bussang von Epinal |                                       |
| Bahnhof | 27,252               | Remiremont                            | 389m                                  |
| Strecke mit Straßenbrücke | 27,805               | D 417 (ehem. N 417)                   | D 417 (ehem. N 417)                   |
| | 28,050               | Strecke ab hier abgebaut              | Strecke ab hier abgebaut              |
| Strecke mit Straßenbrücke (Strecke außer Betrieb) | 28,473               | N 66                                  | N 66                                  |
| Brücke über Wasserlauf (Strecke außer Betrieb) | 28,637               | Mosel (27 m)                          | Mosel (27 m)                          |
| Abzweig geradeaus und nach rechts (Strecke außer Betrieb) | 30,246 0,000         | Bahnstrecke Épinal–Bussang n. Bussang | Bahnstrecke Épinal–Bussang n. Bussang |
| Haltepunkt / Haltestelle (Strecke außer Betrieb) | 0,450                | Dommartin                             | 393m                                  |
| Bahnhof (Strecke außer Betrieb) | 3,370                | Syndicat-Saint-Amé                    | 398m                                  |
| Bahnhof (Strecke außer Betrieb) | 6,750                | Vagney                                | 407m                                  |
| Haltepunkt / Haltestelle (Strecke außer Betrieb) | 0,450                | Zainvaillers                          | 413m                                  |
| Bahnhof (Strecke außer Betrieb) | 11,380               | Thiéfosse                             | 433m                                  |
| Bahnhof (Strecke außer Betrieb) | 16,000               | Saulxures-sur-Moselotte               | 462m                                  |
| Kopfbahnhof Streckenende (Strecke außer Betrieb) | 20,678               | Cornimont                             | 506m                                  |

Die Bahnstrecke Remiremont-Cornimont ist eine ehemalige Eisenbahnstrecke in Frankreich, die Remiremont und Cornimont entlang des Moselottetals verband. Es handelte sich um die Strecke mit der Nr. 061 000 des nationalen Schienennetzes, sie lag vollständig im Département Vogesen.

## Geschichte
Diese Strecke war am 8. Juli 1876 vom Präfekten des Departements Vosges an Henri Géliot, Fabrikant in Vagney und Vorsitzender des Verwaltungsrats der Compagnie anonyme du chemin de fer de la Moselotte, als vorläufige Konzession vergeben worden. Durch das Gesetz wurde die Strecke als Lokalbahn für gemeinnützig erklärt und erhielt am 24. Februar 1873 endgültig ihre Konzession.

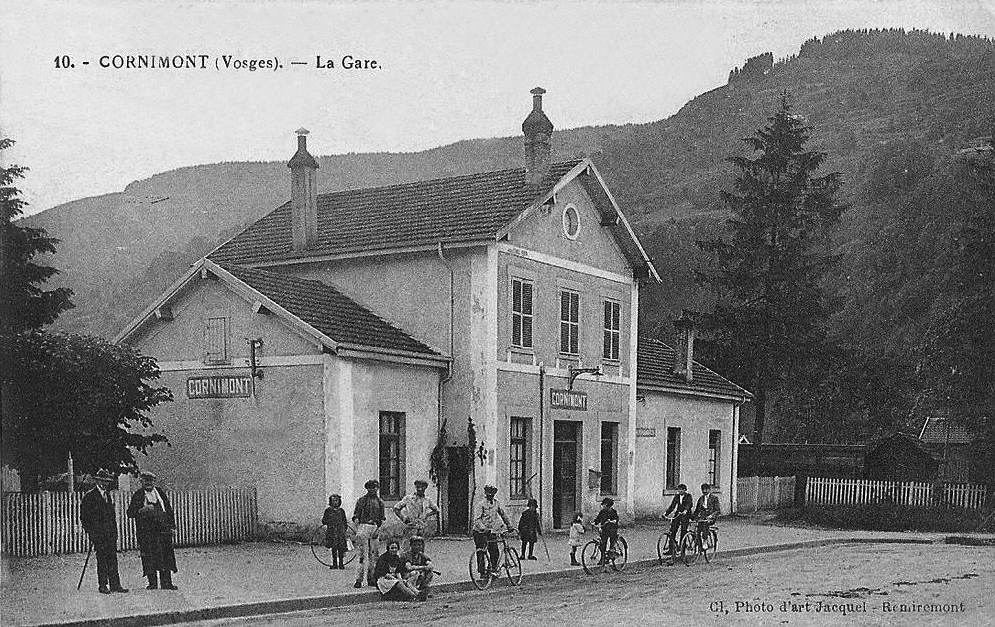
Bahnhof Cornimont ca. 1900

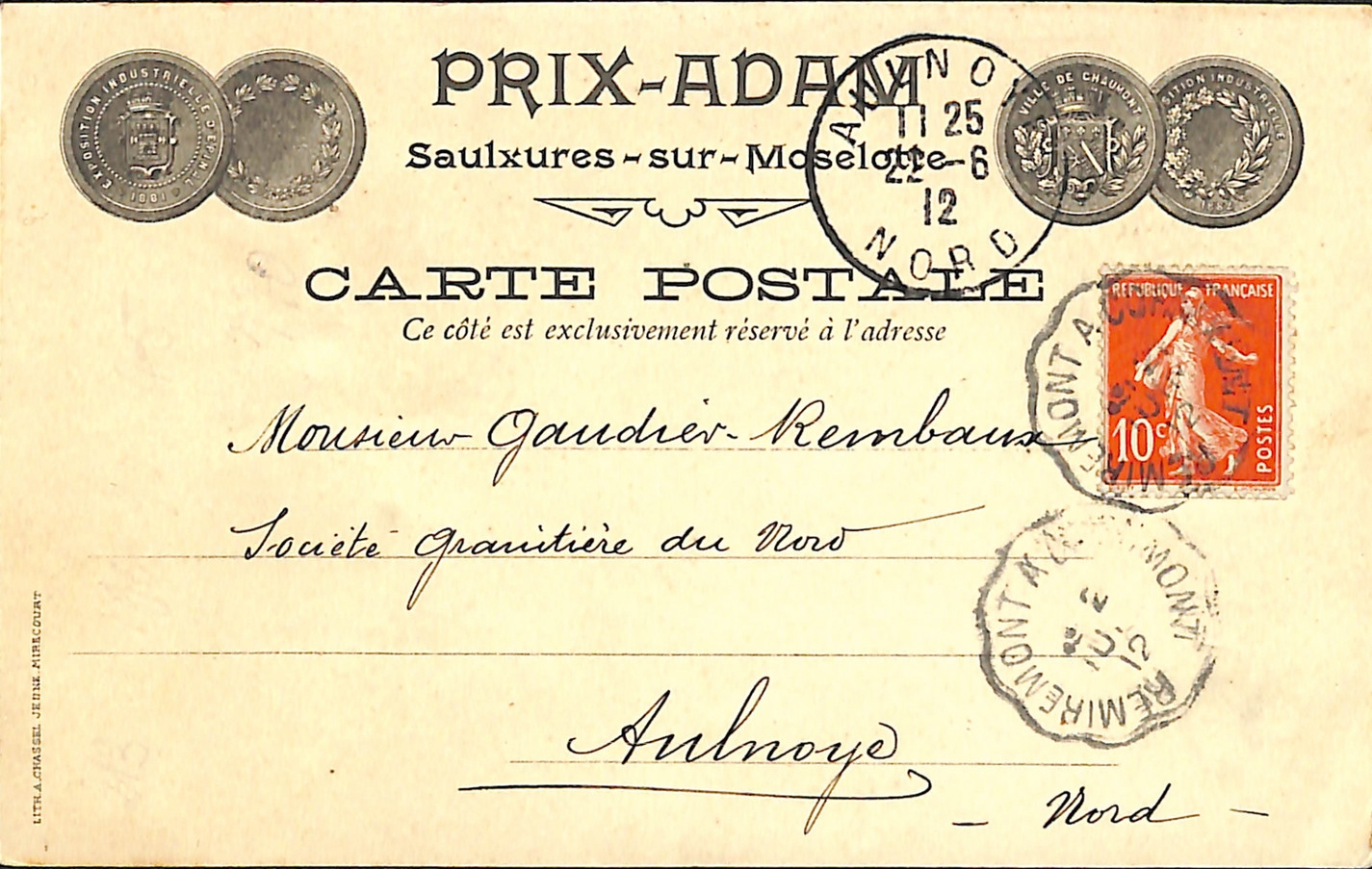
Postkarte mit Stempel des Postdienstes der Strecke

Sie wurde am 6. September 1879 von der Chemins de fer de l’Est für den Betrieb freigegeben, die inzwischen die Konzession übernommen hatte.
Am 16. Dezember 1880 unterzeichnete die Compagnie des Chemins de Fer de l’Est einen Vertrag über den Rückkauf der Strecke mit der Compagnie de la Moselotte. Die Linie wurde jedoch weiterhin als Lokalbahn eingestuft. Schließlich sah eine am 25. Januar 1900 zwischen dem Minister für öffentliche Arbeiten und der Chemins de fer de l’Est unterzeichnete Vereinbarung ihre Neueinstufung vor, die am 13. Juni 1901 in Kraft trat. Am 17. Juli 1929 erklärte ein Gesetz den Bau einer Strecke zwischen Cornimont und Metzeral durch die Vogesen für gemeinnützig, die die Verbindung mit der Bahnstrecke Colmar–Metzeral herstellen sollte. Diese Verbindung wurde jedoch nie realisiert. Dasselbe Gesetz wies diese neue Strecke der Verwaltung der Reichseisenbahnen in Elsaß-Lothringen zu. Am 1. Januar 1938 wurde die SNCF im Zuge der Verstaatlichung Eigentümerin der Strecke.
Am 28. Mai 1989 wurde sie für den Personenverkehr und am 27. September 1992 für den Güterverkehr geschlossen. Am 11. Juli 1994 wurde sie entwidmet (km 0,000 bis 20,678).
Inzwischen wurde die Trasse vom Generalrat der Vogesen in den Voie verte (Grünen Weg) der Hautes-Vosges umgewandelt; dieser beginnt am Plan d’eau von Remiremont.

## Betrieb
Auf dieser Strecke verkehrte vor 1920 ein Postdienst. Briefe wurden an Bahnhöfen abgegeben und im Zug von einem Mitarbeiter bearbeitet.
Es handelte sich um eine eingleisige Strecke mit einem sehr ungünstigen Profil, die Steigungen betrugen bis zu 15 ‰.
Als Ersatz für die Bahnverbindung wurde ein Busservice (L 09) eingerichtet, dieser verkehrt über Cornimont hinaus bis La Bresse.